# Chris Harrison
 (mars 2024).
 (mars 2024).
 (mars 2024).
Le contenu est difficilement compréhensible vu les erreurs de traduction, qui sont peut-être dues à l'utilisation d'un logiciel de traduction automatique.
Christopher Bryan Harrison né le 26 juillet 1971 est un animateur de télévision et de jeu télévisé américain, surtout connu pour son rôle d’animateur de l’émission de téléréalité ABC The Bachelor,, de 2002 à 2021. Il a également présenté ses spin-offs The Bachelorette de 2003 à 2021,  de 2010 à 2012,  2014 à 2021, la première saison de Bachelor in Paradise : After Paradise en 2015, Bachelor Live en 2016, et The Bachelor Winter Games en 2018. Il a également animé la version souscrite[Quoi ?] de Who Wants to Be a Millionaire? de 2015 à 2019.

## Jeunesse et éducation
Harrison est né à Dallas. En 1989,, il obtient son diplôme de la Lake Highlands High School (en). Etudiant à l’Université d’Oklahoma City grâce à une bourse de football, il a été membre de la fraternité Kappa Sigma (en).

## Carrière
De 1993 à 1999, Harrison travaille comme journaliste sportif chez KWTV (en), affilié à la CBS à Oklahoma City. Il a également travaillé brièvement pour TVG Network, une chaîne de courses de chevaux et a animé Designers' Challenge (en) sur HGTV. En 2001, Harrison présente le jeu de courte durée Mall Masters pour GSN.
En 2002, Chris Harrison fait une apparition dans la série télévisée Sabrina, l'apprentie sorcière, dans l’épisode "Ping, Ping a Song". Il y joue le rôle d'un présentateur d'émission musicale.
Le 23 novembre 2008, Harrison coanime l’avant-concert des American Music Awards sur ABC, en compagnie de Carrie Ann Inaba, connue pour avoir été membre du jury de Dancing with the Stars, et de Nicole Scherzinger , chanteuse  et membre des Pussycat Dolls.
Le TV Guide Network (en), maintenant connu sous le nom de "Pop", a annoncé que Harrison a été signé pour ancrer sa couverture en direct des prix du tapis rouge, en commençant par les Primetime Emmy Awards 2009 en septembre. En 2011, Harrison et Brooke Burns coaniment le jeu télévisé You Deserve It. Il a également coanimé Hollywood 411 sur l’ancien TV Guide Network. Il a animé Designers' Challenge sur HGTV et Mall Masters sur le Game Show Network.
En avril 2015, Disney-ABC annonce que Harrison succèdera à Terry Crews à la présentation de la version syndiquée de Who Wants to Be a Millionaire? pour la saison 2015-2016. GSN commence des rediffusions de cette émission le 18 décembre 2017, marquant le retour de Chris Harrison dans le groupe qu'il avait quitté depuis la fin de Mall Masters. Harrison obtenu deux nominations pour le titre de Meilleur Présentateur de jeu en 2018 et 2019, mais a perdu respectivement contre Wayne Brady et Alex Trebek.
Le 19 mai 2015, Harrison quitte la télévision et publie son premier roman d’amour, The Perfect Letter.
Harrison a animé les émissions de téléréalité ABC The Bachelor, The Bachelorette, Bachelor in Paradise et ses émissions dérivées. Le 13 février 2021, il annonce se retirer temporairement de la franchise après avoir fait l’objet de critiques pour avoir défendu un candidat de The Bachelor accusé de racisme. En mars 2021, d'autres animateurs sont annoncés pour la saison 17 de La Bachelorette. En juin 2021, il a été annoncé qu’après 19 ans, Chris Harrison avait quitté définitivement la franchise.

## Vie privée
Harrison s'est marié avec sa petite amie de l'université, Gwen Harrison. Ils ont deux enfants, Joshua et Taylor. En mai 2012, après 18 ans de mariage, Harrison et son épouse ont annoncé qu’ils mettaient fin à leur mariage. En 2018, il a été confirmé que Harrison sortait avec Lauren Zima (en), journaliste pour Entertainment Tonight. Le couple d'est marié en novembre 2023.